# ブリテンの歴史

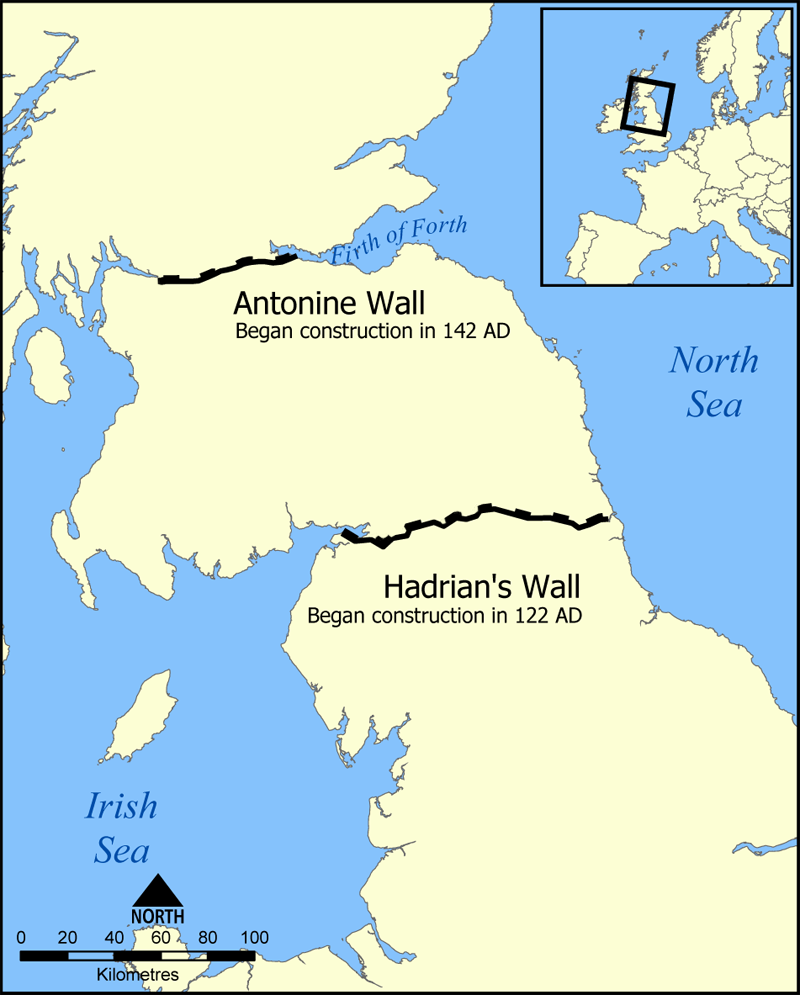
ハドリアヌスの城壁。ローマ帝国によって2世紀に建設された

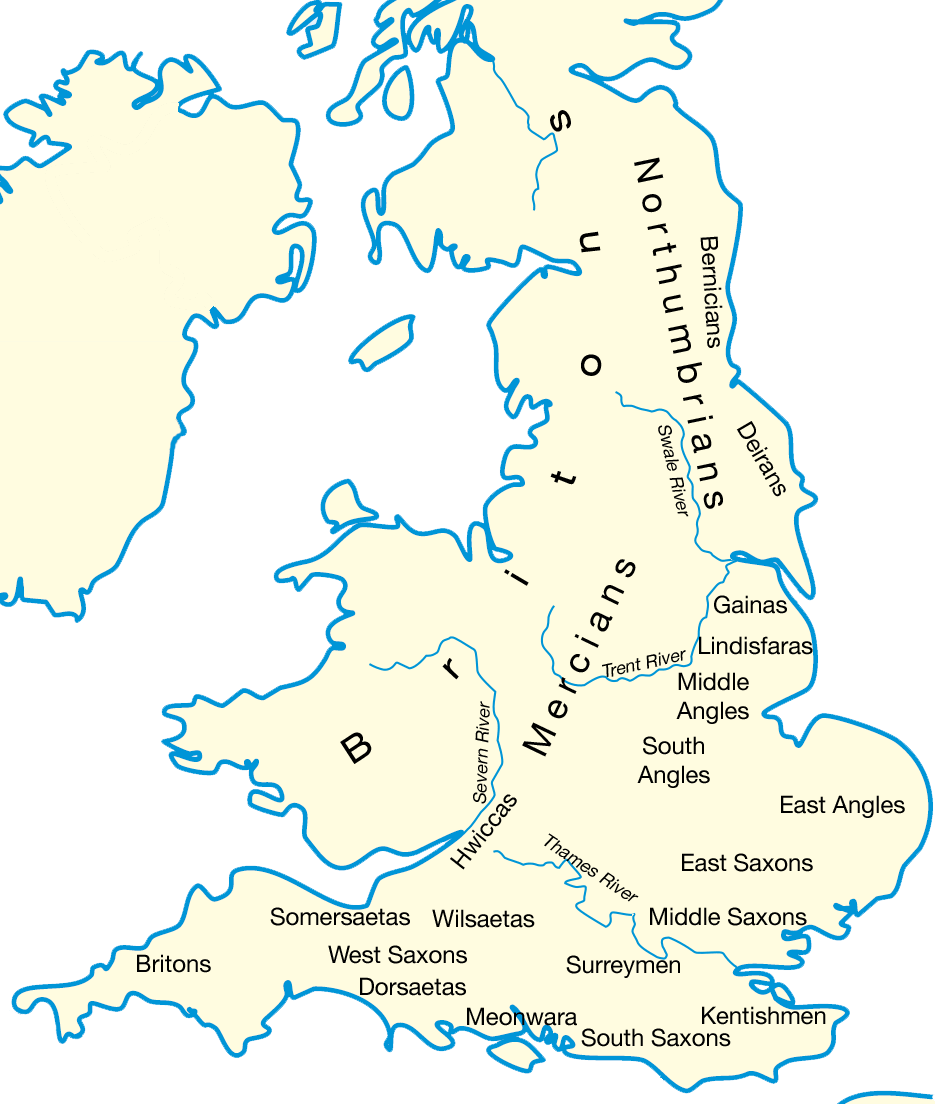
600年頃の諸部族の分布

ブリテンの歴史（ブリテンのれきし）は、ブリテン諸島を単位とする地域史である。イングランドの歴史だけでなく、アイルランドの歴史、スコットランドの歴史、ウェールズの歴史などを包含する。イギリスの国史についてはイギリスの歴史を参照。

## 時代別
- ブリテンの先史時代 (Prehistory–AD 43)
  - スコットランドの先史時代
  - ウェールズの先史時代
- ローマン・ブリテン (44–407)
- 後期ローマン・ブリテン (407–597)
- 七王国 (597–1066)
- ノルマン・コンクエスト (1066)
- ブリテンの中世
  - スコットランドの中世後期
  - スコットランド独立戦争
- ブリテンの近世
  - テューダー朝
    - イングリッシュ・ルネサンス
    - エリザベス朝

  - ジャコビアン時代
  - イングランドの宗教改革
  - スコットランド啓蒙
  - ジョージ王時代
- イギリスの歴史
  - イギリスの摂政時代
  - ヴィクトリア朝
  - エドワード時代
    - 第一次世界大戦のブリテン

## 地域別
- イングランドの歴史
  - ロンドンの歴史
- スコットランドの歴史
- ウェールズの歴史
- コーンウォルの歴史
- アイルランドの歴史
  - 北アイルランドの歴史

### 国別
- 中世ブリテンの諸国
- アイルランド王国 （1541年 - 1801年）
- スコットランド王国 （ - 1707年）
- イングランド王国 （ - 1707年）
- グレートブリテン王国 （1707 - 1800年）
- グレートブリテン及びアイルランド連合王国 （1801年 - 1927年）
- グレートブリテン及び北アイルランド連合王国 （1927年 - ）
- イギリス帝国・イギリス連邦

## 統治者
- イギリス君主一覧
- 伝説上のブリテン君主一覧
- ブレトワルダ
- ウェールズ君主一覧
- ピクト君主一覧
- ダルリアダ君主一覧
- ストラスクライド君主一覧
- マン島・島嶼部の君主一覧
- マン島君主一覧
- ヘプターキー
  - イースト・アングリア君主一覧
  - エセックス王国君主一覧
  - ケント王国君主一覧
  - サセックス王国君主一覧
  - ウェセックス王国君主一覧
  - マーシア王国君主一覧
  - ノーザンブリア王国君主一覧

## 項目別
- ブリテンの軍事史
- ブリテンの経済史
- ブリテンの社会史
- イギリス帝国

## 機構・建築
- 古代の大学
- イギリスの聖堂一覧

### 関連書籍
- A History of Britain: At the Edge of the World, 3500 BC - 1603 AD by Simon Schama, BBC/Miramax, 2000 ISBN 0786866756
- A History of Britain, Volume 2: The Wars of the British 1603-1776 by Simon Schama, BBC/Miramax, 2001 ISBN 0786866756
- A History of Britain - The Complete Collection on DVD by Simon Schama, BBC 2002
- The Isles, A History by Norman Davies, Oxford University Press, 1999, ISBN 0-19-513442-7
- Shortened History of England by G. M. Trevelyan Penguin Books ISBN 0140233237
- This Sceptred Isle: 55BC-1901  by Christopher Lee Penguin Books ISBN 0140261338 (originally a radio series )